# NGC 4525
NGC 4525 (другие обозначения — UGC 7714, MCG 5-30-20, ZWG 159.16, KUG 1231+305, PGC 41755) — спиральная галактика с перемычкой (SBc) в созвездии Волос Вероники.
Оценки параметров ориентации галактики в пространстве, сделанные фотометрически и кинематически, хорошо согласуются друг с другом: оценки как наклона к картинной плоскости, так и позиционного угла отличаются на 5°. Кривая вращения имеет правильную, симметричную форму за исключением внутренних 10 секунд дуги и прослеживается дальше эффективного радиуса галактики.
Этот объект входит в число перечисленных в оригинальной редакции «Нового общего каталога».